# Alberoni (Venezia)
Gli Alberoni sono una piccola località del Comune di Venezia, posta all'estremità meridionale del litorale del Lido di Venezia tra il mare, la bocca di porto e la laguna, a poca distanza dall'antico abitato di Malamocco; gli Alberoni appartengono alla municipalità di Lido-Pellestrina, costituita nel 2005 dagli ex quartieri 3 e 4.
La denominazione è la corruzione lessicale dell'antica Albaiones, derivante a sua volta dalla radice latina albus (bianco), riferentesi al biancore dei montones (dune) litoranei.
Una pianta di Nicolò dal Cortivo del 1530 ne mostra dettagliatamente la antica topografia, in cui compaiono zone di spiagge litoranee, formazioni a dune e coltivazioni a vigneto.
Vi si trovano due fortificazioni antiche, risalenti una al XVI secolo e l'altra al XIX secolo.
Il paesaggio è caratterizzato da alte dune sabbiose, che fanno parte di un'oasi protetta gestita a cura del WWF Veneto e del Comune di Venezia, in accordo con la Provincia di Venezia, e da una vasta pineta gestita dai Servizi Forestali Regionali di Treviso e Venezia.
Completa l'aspetto paesaggistico la presenza di un campo da golf a 18 buche, creato nel 1930 e in cui i percorsi di gioco si alternano ad aree boschive.
La spiaggia è in gran parte libera. Vi è anche uno stabilimento balneare, attrezzato con capanne, camerini e ombrelloni affittabili giornalmente.
Due strutture sanitarie dei Camilliani sono presenti dal 1928: la casa di riposo "Stella Maris" e l'Istituto di Ricovero e Cura a Carattere Scientifico (IRCCS) San Camillo, ospedale neuroriabilitativo.
In prossimità del faro Rocchetta, in un'alta torre di controllo situata all'inizio del molo nord di Malamocco, vi è la sede della Corporazione Piloti dell'Estuario Veneto.
Dagli Alberoni (località Rocchetta) partono i collegamenti con ferry boat per Pellestrina.

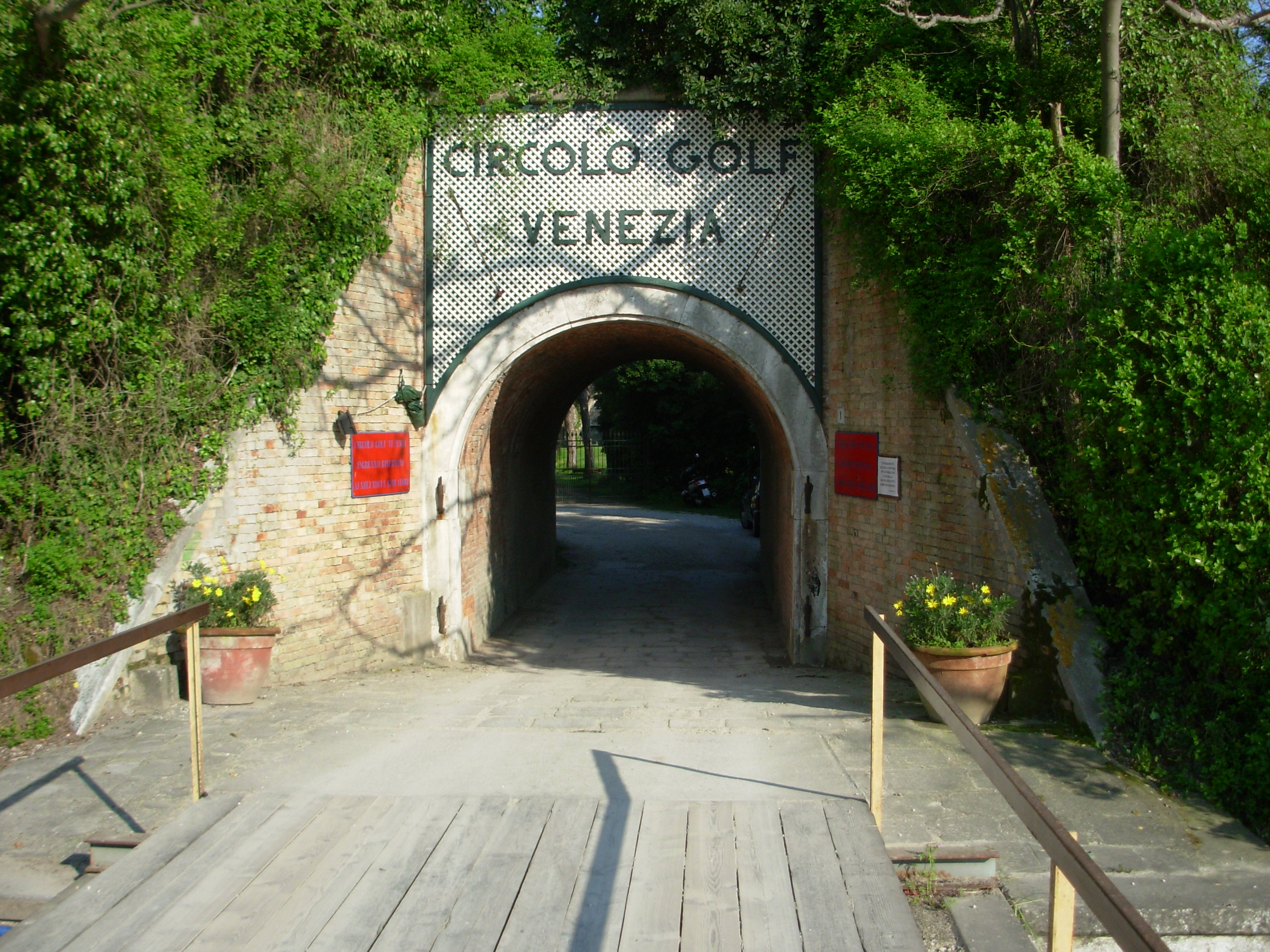
Circolo Golf (ingresso)
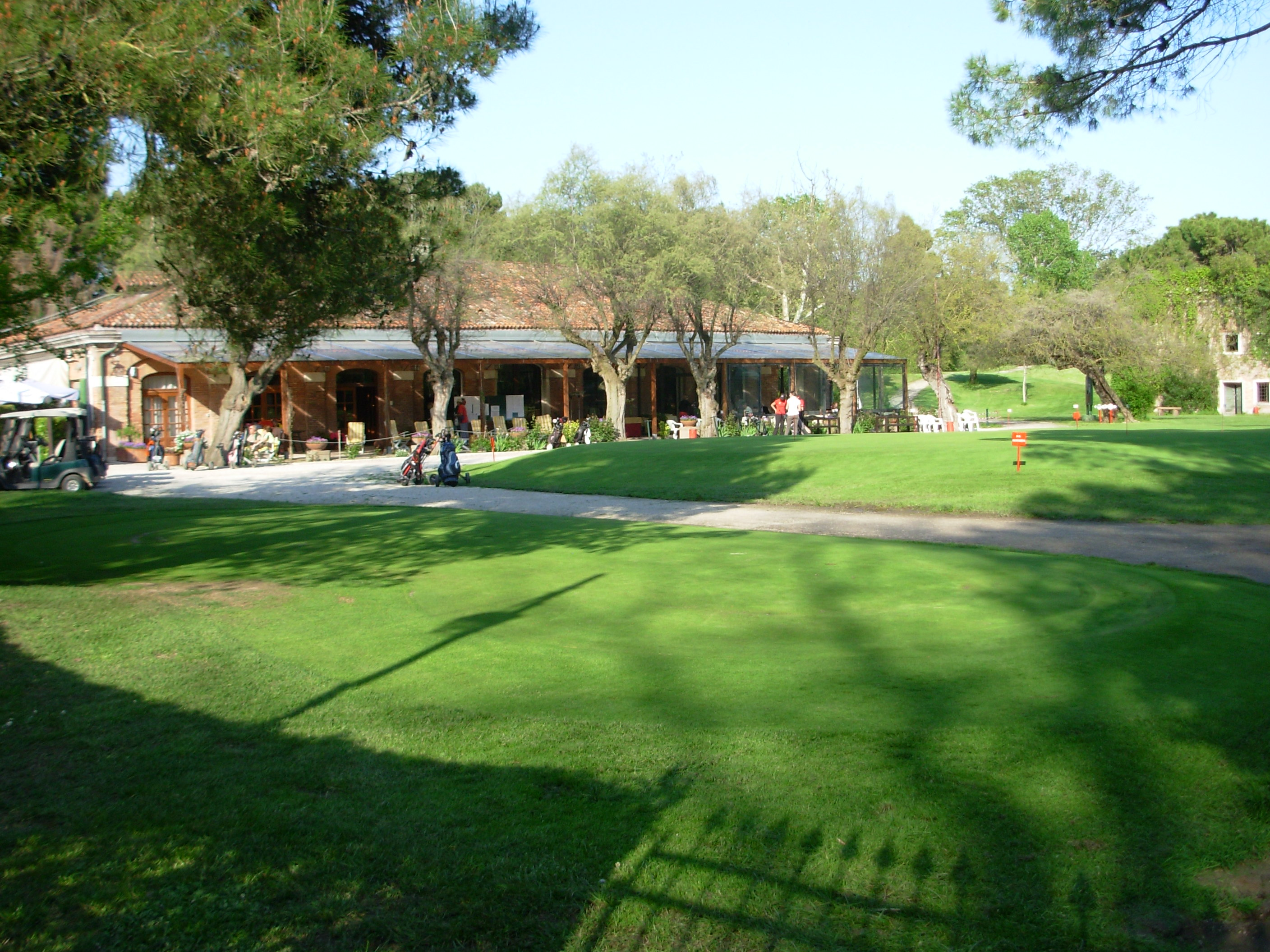
Circolo Golf (interno)
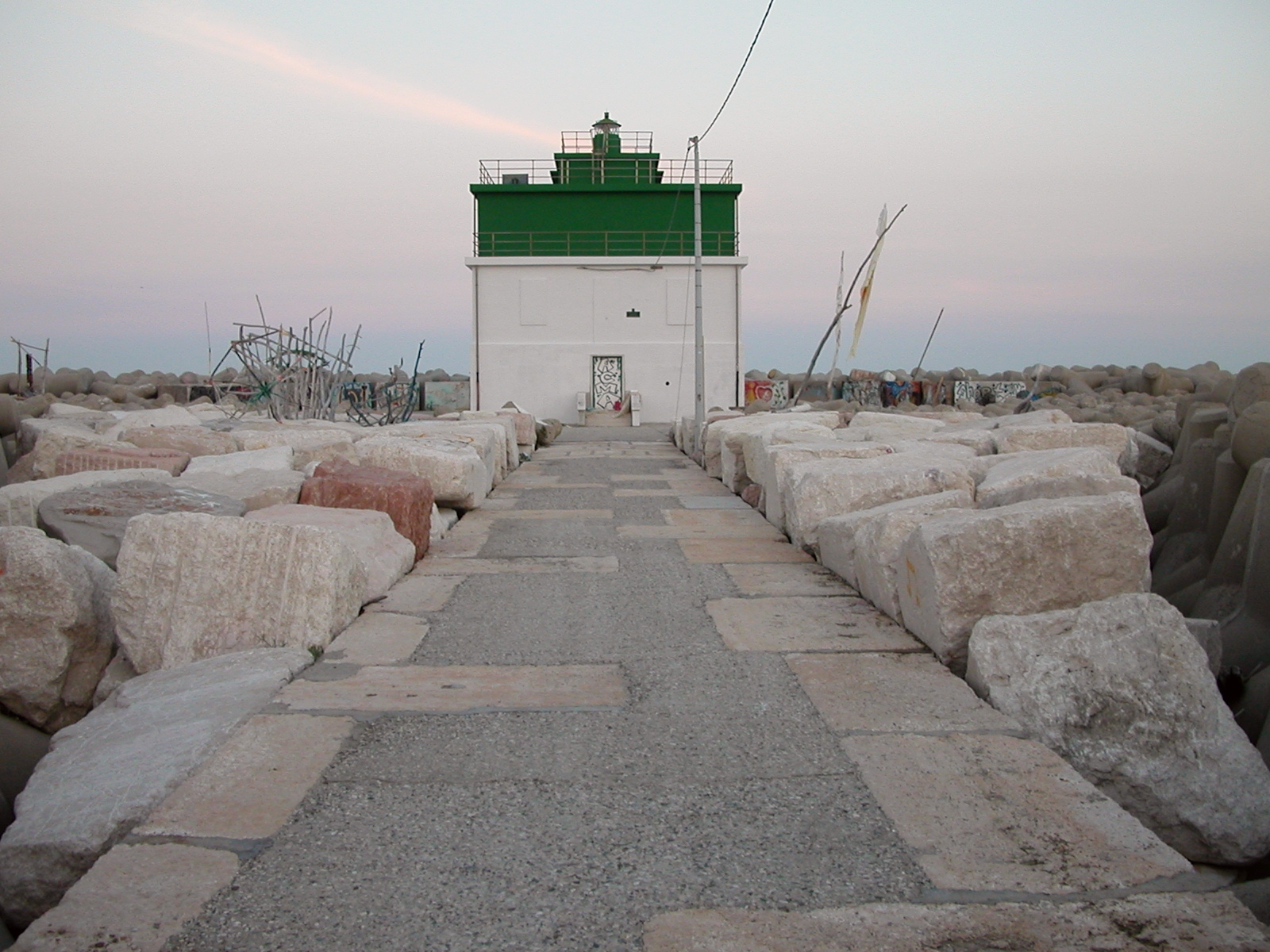
Il faro della diga degli Alberoni
Il faro Rocchetta e la stazione di pilotaggio